# Gerwald Mandl
Gerwald Mandl (* 20. Oktober 1940 in Tamsweg) ist ein emeritierter österreichischer Professor für Betriebswirtschaftslehre.

## Leben
Nach seinem Studium an der Hochschule für Welthandel in Wien und seiner Habilitation 1978 war er von 1979 bis 1985 Vorstand des Instituts für Wirtschaftspädagogik und von 1986 bis 2009 Vorstand des Instituts für Revisions-, Treuhand- und Rechnungswesen  bzw. des Instituts für Unternehmensrechnung und Wirtschaftsprüfung an der Universität Graz. 1992–1994 war er Dekan der Sozial- und Wirtschaftswissenschaftlichen Fakultät der Universität Graz. Im Oktober 2009 emeritierte er.
Ab etwa Mitte der 1990er-Jahre widmete sich Gerwald Mandl verstärkt methodischen Fragen und stellte fest, dass es an einer geschlossenen und systematischen Abhandlung des komplexen Themenbereichs der Unternehmensbewertung fehlte.
Mit seinem im Jahr 1997 erschienenen Buch „Unternehmensbewertung – Eine praxisorientierte Einführung“ (gemeinsam mit Klaus Rabel) gelang es ihm, diese Lücke zu schließen. Das Buch zählt heute zu den Klassikern der Literatur zu diesem Thema.

## Ehrungen
- Ehrenmitglied der European Association of Certified Valuators and Analysts (EACVA)

## Werke
- Untersuchungen über Anwendungsvoraussetzungen und Effizienz statistischer Stichprobenverfahren in der Buchprüfung. Verlag der Österreich. Akad. d. Wiss., Wien 1984, ISBN 3-7001-0643-2.
- mit Klaus Rabel: Unternehmensbewertung – eine praxisorientierte Einführung. , Ueberreuter, Wien / Frankfurt 1997, ISBN 3-7064-0163-0.
- Heinz Königsmaier, Klaus Rabel (Hrsg.): Unternehmensbewertung : theoretische Grundlagen – praktische Anwendung; Festschrift für Gerwald Mandl zum 70. Geburtstag. Linde Verlag, Wien 2010, ISBN 978-3-7073-1606-3.